# Марта Урбанова
Марта Урбанова удата Данхелова (чеш. Marta Urbanová; Чешке Будјејовице 14. октобар 1960) је била чехословачка хокејашица на трави, члан репрезентације Чехословачке које је на првом такмичењу у хокеју на трави за жене на Летњим олимпијским играма 1980 у Москви освојила сребрну медаљу. Осамдесетих година 20. века била је једна од кључних играча у Метеору из Чешких Буђојевица.